# Seminario Teologico di Princeton
Il Seminario Teologico di Princeton (Princeton Theological Seminary, PTS) è una facoltà teologica americana sita a Princeton (New Jersey). Si tratta del più grande seminario gestito dalla Chiesa Presbiteriana degli Stati Uniti.
Si tratta inoltre del secondo fra i seminari più antichi negli USA (la sua fondazione risale al 1812 sotto gli auspici dell'Università di Princeton (formalmente College of New Jersey) e dell'Assemblea Generale della Chiesa Presbiteriana.
Il seminario può contare sulla seconda più grande biblioteca teologica al mondo, inferiore solo alla Biblioteca Apostolica Vaticana. Fra le altre si annovera la celebre Karl Barth Research Collection nell'ambito del Centro Studi su Karl Barth.